# Geisterschlacht

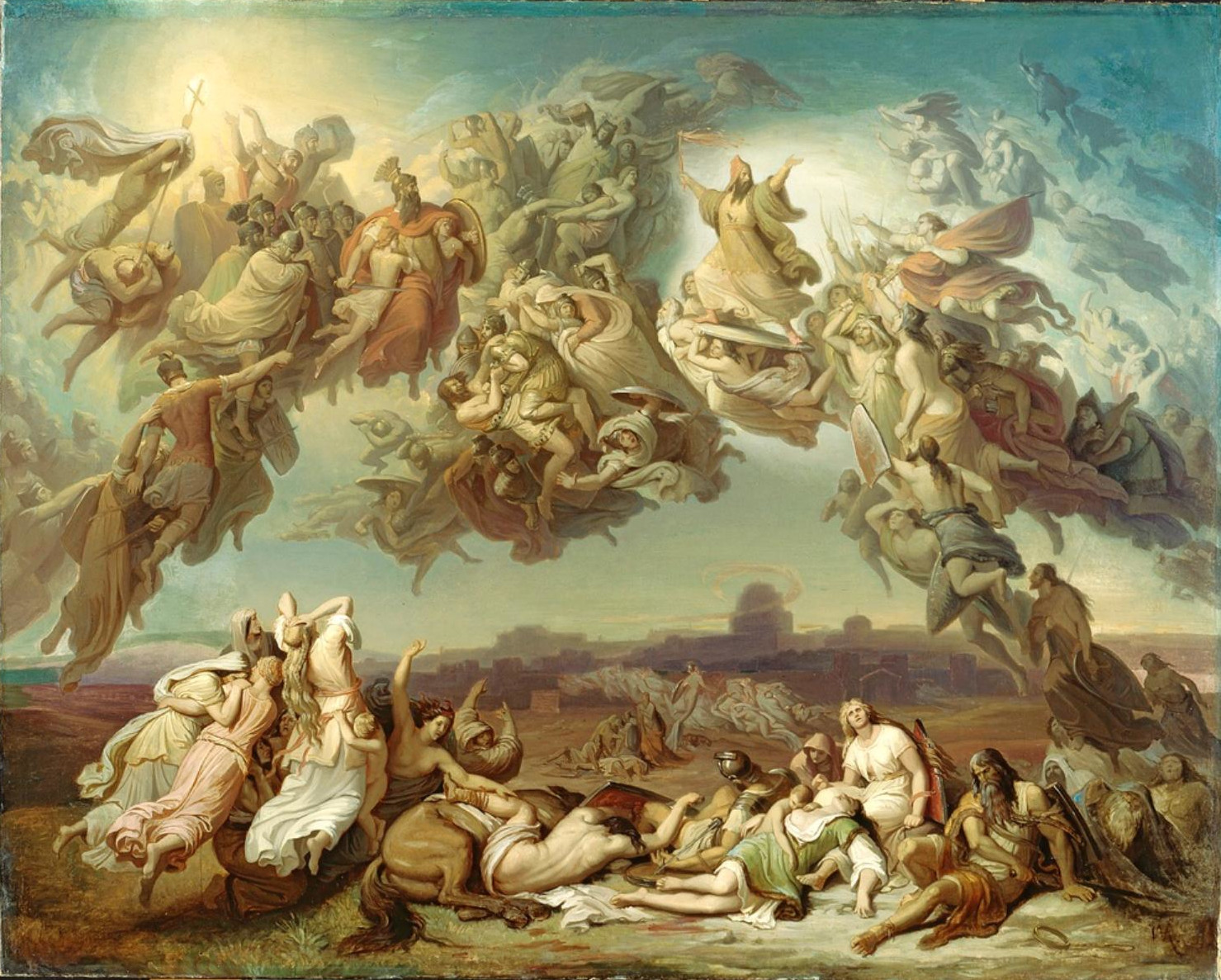
Die Hunnenschlacht (auch als Geisterschlacht bekannt) von Wilhelm von Kaulbach, um 1850

Geisterschlachten sind sagenhafte Ausformungen der Idee, dass Gefallene nachts aus ihren Gräbern steigen und sowohl in der Luft als auch am Ort der Schlacht das Gefecht fortsetzen. Insbesondere auf den großen Schlachtfeldern der Weltgeschichte, wie zum Beispiel Marathon, auf den Katalaunischen Feldern, auf den Kriegsschauplätzen des Dreißigjährigen Krieges oder auf dem Schlachtfeld von Jena und Auerstedt soll das Phänomen der Geisterschlacht aufgekommen sein. Zu bestimmten Nächten soll man Schlachtenlärm oder das Wiehern von Pferden hören und auch die Schmerzensschreie der Verletzten hören können. „Die abergläubischen Vorzeichen, die sich mit den Luftkämpfen und Geisterschlachten verbinden, gelten auch als Vorboten eines Krieges, auch Stürme, schnellziehende Wolken und Hagel sollen auf eine Schlacht der Geister hinweisen.“

## Mythos der Geisterschlachten

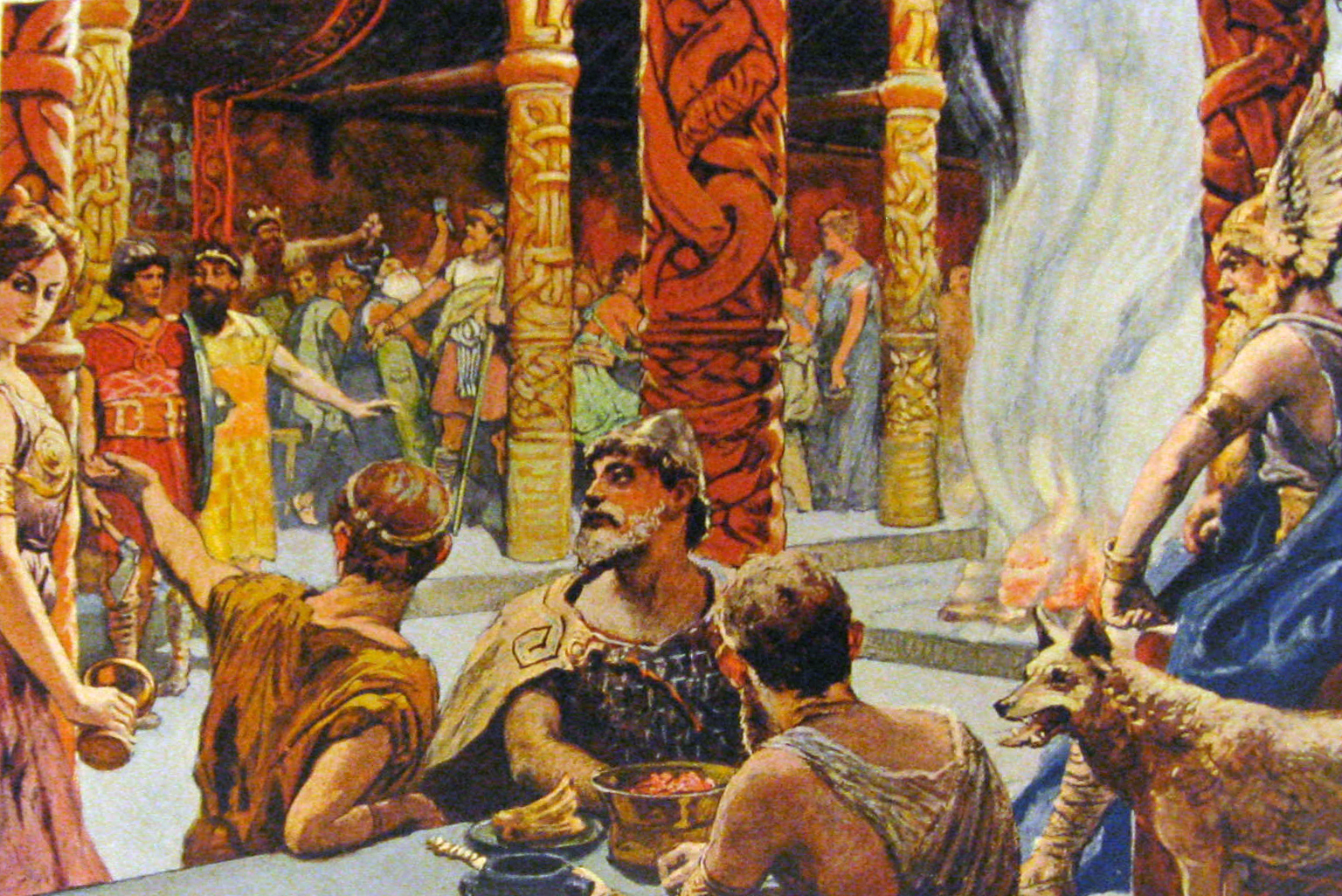
Walhall (Emil Doepler)

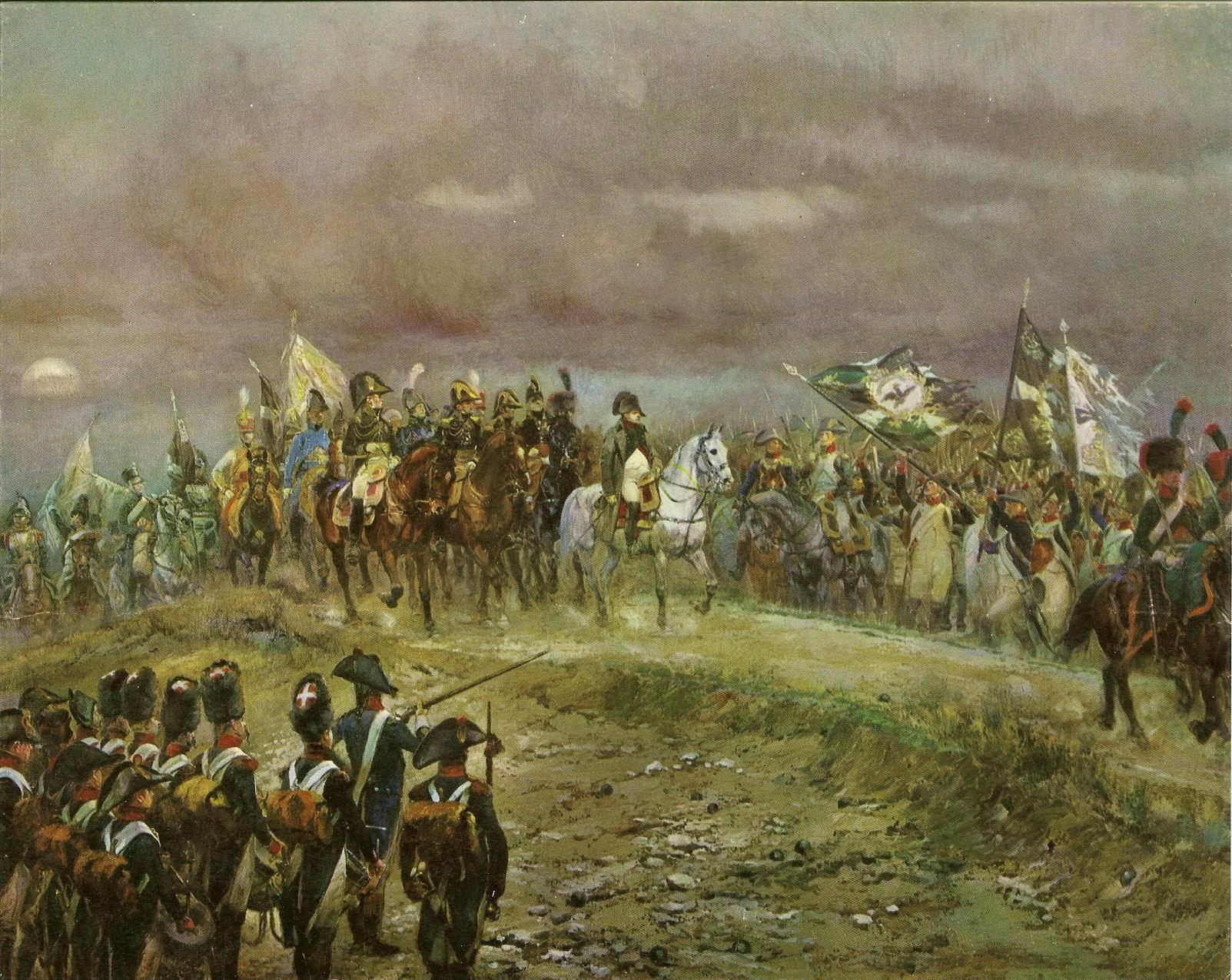
Französische Truppe nach der Schlacht von Jena und Auerstedt (Edouard Detaille)

Die Sagen über Geisterschlachten gehören bereits seit der Antike zu den sich immer wiederholenden sogenannten Iterationssagen, inhaltlich beschäftigen sie sich mit bedeutenden Schlachtenerscheinungen. Bei den Germanen, Romanen, Letten und Lappen zählte die Sage zur Gemeinschaftskultur. In diesen Mythen wird erzählt, dass die Gefallenen in ihrer früheren Gestalt, als Gerippe oder Schemen erneut auf dem ehemaligen Schlachtfeld, den Gräbern, auf einem Berg, am Kreuzweg oder im nächtlichen Luftraum auftauchten. Bereits Pausanias (um 115–180) berichtete, dass man noch 400 Jahre nach der Schlacht bei Marathon (490 v. Chr.) jährlich am Schlachttage Waffengeklirr und Kampfeslärm vernommen habe. Die aus dem Umfeld der Wikingersagen stammenden Erzählungen neigten zu Heldensagen, in denen die große Kampfeswut hervorgehoben wurde. Die „ehrenvoll Gefallenen“, als Einheriar benannt, lebten als Helden im Walhall und galten als Gefolge Odins. Tagsüber übten sie sich im Kampf. Für Otto Höfler (1901–1987), der diese der Religion der germanischen Kriegerverbände zuschreibt, sind die Einheriar ein „feralis exercitus“ („Totenheer“), ihr ewiger Kampf soll eine Erhöhung der Vorstellung von der Geisterschlacht sein. Im slawischen Lebensraum entwickelte sich die Vorstellung, dass die Geisterschlacht unter der Erdoberfläche stattfinde. In den Sagen wird berichtet, dass kriegerische Gesänge aus der Erde ertönten und man im Inneren der Erde Schlachtenlärm vernommen habe. Für die christliche Kirche gipfelte die Geisterschlacht in dämonischem Verhalten und galt als Strafe für ihre Sünden, denn die Gefallenen konnten nicht zur Ruhe gelangen, da sie ohne Absolution verstorben waren. Sie konnten auch, nach damaliger Vorstellung, deshalb keinen Frieden finden, weil sich die bekämpfenden Parteien gegenseitig die Ruheplätze streitig machten.

## Rezeption

### Gemälde und Symphonie
Der deutsche Architekt, Maler und Schriftsteller Leo von Klenze (1784–1864) empfahl Wilhelm von Kaulbach (1805–1874) das Thema einer Geisterschlacht aufzugreifen. 1834 vollendete Kaulbach den Karton und erhielt von Graf Raczyński (1788–1874) den Auftrag, das Gemälde auszuführen; unter dem Titel Hunnenschlacht machte es ihn endgültig berühmt. Kaulbach war mit dem Komponisten Franz Liszt (1811–1886) befreundet, der dessen Werk 1856 als Vorlage zur gleichnamigen Symphonischen Dichtung Nr. 11 nahm. Liszt knüpft an der Stelle der Sage an, an der die „Geister der Gefallenen die Luft von der Erde bis zum Himmel füllend, noch drei Tage und Nächte den wütenden Kampf fortsetzen, ehe sie Ruhe fanden“.

### Dichtung und Musik
In seinen Aufzeichnungen über seine literarische und musikalische Tätigkeit (1862), schrieb Friedrich Nietzsche (1844–1900) im „Prolog  zum 18. Oktober 1862“ eine Dichtung, in der er die Ereignisse einer Geisterschlacht aufzeichnete (auszugsweise):
„… Längst ist der blut’ge Tag verblaßt,
Und Kampf und Sieg verschlang die Nacht;
Die Todten haben nicht Ruh, nicht Rast,
Sie stürmen herhan zur Geisterschlacht,
Sie tosen heran wie Sturmgebrausen,
Umschlingen sich, packen sich haßerglüht:
Indes die Nixe sich mit Grausen
An Strome singt ihr Abendlied.
… Die heil’ge Gluth ist angefacht
Und lodert nun in hellen Bränden;
Zur Geisterschlacht, zur Geisterschlacht
Da zieht’s, da wogt’s, da stürmt’s ohne‘ Enden.
… O brause, heil’ge Geisterschlacht,
Und zehre auf der Spötter Blut!
Du mächtig Wetter, das zur Nacht
Sich sturm- und blitzreich entlud!
Und zittern mag die ganze Welt,
Wenn sie die Geister schaut, die bleichen,
Wie sie, vom grellen Blitz erhellt,
Aus ihrer Gräbertiefe steigen!...“
„Die Geisterschlacht“ für Männerchor und Orchester von Edmund Kretschmer (1830–1908) im Jahre 1865 komponiert, nach einer Dichtung – für das erste deutsche Sängerfest zu Dresden – von Hermann Waldow (1803–1885) ist für einen Massenchor geschaffen. Nach der damaligen Zeit soll dieses Werk eine große Wirkung „in seiner markanten, deutlichen Aussage zu dem Thema der Sehnsucht nach einem einheitlichen Deutschland“ verbreitet haben.

### Theaterstück „Geister-Schlacht“
In dem Schauspiel „Geister-Schlacht“ von Pavel Kohout, deren Besetzung aus einer Dame besteht, zeigt sich ein anderer Blickwinkel zur Geisterschlacht. Hier handelt es sich nicht um große historische Schlachten und Gemetzel auf einem Schlachtfeld, sondern um eine geistig-seelische Auseinandersetzung:

„Ein Spiel um Leben und Tod. Ein Mini-Monodrama einer Hassliebe, in dem die Liebe siegt. Eine Frau wacht am Krankenbett ihres Mannes, einem bekannten Schriftsteller, der nach einem Schlaganfall auf der Intensivstation liegt. Nachdem er sich am Morgen den Tropf aus dem Arm gerissen hat, befindet er sich in akuter Lebensgefahr. Die Anwesenheit seiner Frau soll bewirken, seine Sinne wieder zu wecken. Ihr Reden wird zu einer Abrechnung mit 33 gemeinsam verbrachten Jahren. Verbittert erzählt sie ihrem regungslosen Mann von ihren nicht erfüllten Träumen und Sehnsüchten und klagt ihn an, sie als seine Muse ausgenutzt zu haben. Sie redet sich in Rage. Dabei eröffnet sie ihm, dass sie seinem Geheimnis auf die Spur gekommen sei: bereits seit drei Jahren hat er eine Affäre mit einer jungen Konzertcellistin. Der Wut folgt Resignation. In einem verzweifelten Telefonat teilt sie ihrer Rivalin mit, dass sie bereit sei, auf ihren Ehemann zu verzichten, wenn diese ihn dafür zurück ins Leben hole.“